# Davyd Žvanija
Davyd Važajevyč Žvanija (in ucraino Давид Важаєвич Жванія?; in georgiano დავით ვაჟას ძე ჟვანია?, Davit Vazhas dze Zhvania; Tbilisi, 20 luglio 1967 – Novopokrovka, 9 maggio 2022) è stato un politico ucraino, Ministro dell'Emergenza dell'Ucraina dal 2002 al 2010 per il blocco filoeuropeo Ucraina Nostra e dal 2012 al 2014 per il Partito delle Regioni filorusso.
È morto nel maggio 2022 nel bombardamento del villaggio di Novopokrovka, nell'oblast' di Zaporižžja, in Ucraina, durante l'invasione russa dell'Ucraina nel 2022.

## Biografia
Žvanija è nato nel luglio 1967 a Tbilisi, in Georgia allora parte dell'Unione Sovietica. Dal 1986 al 1988 ha prestato servizio nelle truppe di frontiera sovietiche. Nel 1991 si è laureato presso la Facoltà di Pianificazione dell'Economia Nazionale dell'Università statale di Tbilisi. Durante il regno di Zviad Gamsakhurdia, lasciò la Georgia per l'Ucraina, diventandone cittadino nel 1999.
Nelle elezioni parlamentari ucraine del 2002 Žvanija è stato eletto in parlamento per la coalizione politica del Blocco di Viktor Juščenko Nostra Ucraina. Dopo la rivoluzione arancione, seguita alle elezioni presidenziali ucraine del 2004 che hanno eletto Viktor Juščenko presidente, Žvanija è diventato ministro per le emergenze nel governo di Julija Tymošenko.
Nelle elezioni parlamentari del 2006 Žvanija è stato rieletto per la stessa coalizione che allora però si chiamava Blocco Ucraina Nostra. L'anno successivo ottenne lo stesso risultato, ma questa volta la sua alleanza politica si chiamava Nostra Ucraina-Autodifesa popolare, filoeuropea, per poi essere dal 2012 al 2014 con il Partito delle Regioni filorusso.
Nel luglio 2008 Juščenko ha accusato Žvanija, il padrino di uno dei suoi figli, di coinvolgimento nel suo avvelenamento da diossina durante la campagna elettorale per le presidenziali ucraine nel settembre 2004. Juščenko non ha fornito prove per la sua affermazione. Nel 2010 Žvanija è stato uno dei fondatori del Partito di Autodifesa popolare. Nel luglio dello stesso anno aderì al partito Unione Democratica Cristiana. 
Žvanija ha preso parte alle elezioni parlamentari ucraine del 2012 come candidato indipendente nel distretto uninominale numero 140 situato nella città di Illičivs'k. Fu rieletto in parlamento dopo aver vinto la circoscrizione con il 37,02% dei voti. In parlamento Žvanija nel dicembre 2012 è entrato a far parte della fazione del Partito delle Regioni. 
Nelle elezioni parlamentari ucraine del 2014 Žvanija, questa volta come candidato per il blocco Petro Porošenko, non è riuscito a essere rieletto nel collegio elettorale numero 140. È arrivato terzo con il 9,49% dei voti. Žvanija è morto il 9 maggio 2022 a causa dei bombardamenti avvenuti vicino al villaggio di Novopokrovka, nell'oblast' zaporoghiano, durante l'invasione russa dell'Ucraina del 2022.